# Jules Meysmans
Jules Meysmans, né le 14 mai 1870 à Jodoigne et mort en 1943, est un linguiste, docteur en philosophie et lettres (RUG)

## Biographie
Il est le fils de Pierre Charles Meysmans et d'Augustine Albertine Boucher, et frère de Léon Meysmans.
Jules Meysmans est surtout connu pour avoir inventé en 1890 un système de sténographie simplifiée qui porte son nom. Il fonde à Bruxelles l'Institut National de Sténographie et de Dactylographie en 1897 ainsi qu'une école de sténographie.
Il est aussi connu pour avoir utilisé pour la première fois le terme « interlinguistique » dans un article intitulé Une science nouvelle publié en 1911,,. En 1909, il lança l'Idiom Neutral Modifiket, étant aussi idéolinguiste et espérantiste.

## Littérature
Sténographie Meysmans : méthode simplifiée, Institut National de Sténographie, Bruxelles, 1913, ill., 178 p.